# Vía Colectora Cumbe-Y de Corralitos
La Vía Colectora Cumbe-Y de Corralitos- (E59) es una vía secundaria ubicada en las Provincias de El Oro y Azuay.  Esta colectora, de trazado oeste-este nace en la Troncal de la Costa (E25) en el sector conocido como la Y de Corralito ubicado al este de la ciudad de Machala (Provincia de El Oro). La colectora se adentra a los llanos de la provincia de El Oro hasta llegar a la localidad de Pasaje donde conecta con el término norte de la Vía Colectora Pasaje-Y del Enano (E584). Posteriormente a Pasaje, la carretera continua en sentido oriental hacia los flancos occidentales de la Cordillera Occidental de los Andes que sirven de límite natural entre las Provincias de El Oro y Azuay.

## Descripción
Una vez en la provincia de Azuay, la carretera Asciende la Cordillera Occidental de los Andes bordeando la frontera interprovincial Azuay/Loja.  El paso por la cresta de la cordillera se encuentra ubicado a aproximadamente 1300 metros sobre el nivel del mar. Pasada la cordillera, la carretera toma giro hacia el nororiente adentrándose así la Hoya del Jubones en el valle interandino.  La carretera continua en dirección nororietal pasando por las localidades de Santa Isabel, Lentag, y Girón antes de llegar al nudo interandino de Portete-Tinajillas. 
La colectora cruza el nudo de Portete-Tinajillas para adentrare a la hoya interandina de Paute. Una vez en la hoya, la carretera pasa por las localidad de Portete y Tarquí para finalmente finalizar su recorrido en la Troncal de la Sierra (E35) cerca de la localidad de Cumbe, al sur de la ciudad de Cuenca.  

## Localidades destacables
De oeste a este:
- Machala, El Oro
- Pasaje, El Oro
- Santa Isabel, Azuay
- Portete, Azuay
- Cuenca, Azuay

- Datos: Q2183722